# Klagenfurter Zeitung
Klagenfurter Zeitung  (slovensko Celovški časnik) je bil prvi celovški časnik, najprej poznan pod imenom Wöchentliches Intelligenzblatt (slovensko Tedenski časnik), ki je začel izhajati leta 1770, pod uredništvom Ignaca Alojza Kleinmayrja. Časnik je izhajal v nemškem jeziku.